# Noegus rufus
Noegus rufus är en spindelart som beskrevs av Simon 1900. Noegus rufus ingår i släktet Noegus och familjen hoppspindlar. Inga underarter finns listade i Catalogue of Life.